# Notoxus pretiosus
Notoxus pretiosus es una especie de coleóptero de la familia Anthicidae.

## Distribución geográfica
Habita en África.